# Microcharon bureschi
Microcharon bureschi är en kräftdjursart som beskrevs av Cvetkov 1976. Microcharon bureschi ingår i släktet Microcharon och familjen Microparasellidae. Inga underarter finns listade i Catalogue of Life.